# Međupodsavezna A nogometna liga Bjelovar – Daruvar – Virovitica 1972./73.
Međuopodsavezna A nogometna liga Bjelovar – Daruvar – Virovitica je bila liga četvrtog stupnja nogometnog prvenstva Jugoslavije u sezoni 1972./73. Naslijedila je dotadašnju "Međupodručnu ligu Bjelovar – Daruvar – Virovitica", te je podijeljena na dva stupnja, gdje je "A liga" činila prvi stupanj Međupodsavezne lige, a novouspostavljena "B liga" drugi stupanj. 
  
Sudjelovalo je 12 klubova, a prvak je bila "Mladost" iz Ždralova. 

## Ljestvica
| mj. | klub                          | ut. | pob. | ner. | por. | gol+ | gol- | bod |
| --- | ----------------------------- | --- | ---- | ---- | ---- | ---- | ---- | --- |
| 1.  | Mladost Ždralovi              | 22  | 15   | 3    | 4    | 59   | 19   | 33  |
| 2.  | Drvodjelac Virovitica         | 22  | 14   | 3    | 5    | 76   | 39   | 31  |
| 3.  | Daruvar                       | 22  | 10   | 5    | 7    | 50   | 32   | 25  |
| 4.  | PIK Vrbovec                   | 22  | 9    | 6    | 7    | 66   | 47   | 24  |
| 5.  | Lasta Gudovac                 | 22  | 10   | 4    | 8    | 40   | 37   | 24  |
| 6.  | Bjelovar                      | 22  | 10   | 2    | 10   | 45   | 43   | 22  |
| 7.  | Proleter Garešnički Brestovac | 22  | 8    | 5    | 9    | 41   | 41   | 21  |
| 8.  | Drava Terezino Polje          | 22  | 8    | 4    | 10   | 46   | 64   | 20  |
| 9.  | Pitomača                      | 22  | 9    | 1    | 12   | 41   | 48   | 19  |
| 10. | Tomsislav Žabno               | 22  | 8    | 2    | 11   | 40   | 57   | 18  |
| 11. | Partizan Suhopolje            | 22  | 6    | 4    | 12   | 31   | 53   | 16  |
| 12. | Fenor Nova Rača               | 22  | 5    | 1    | 16   | 24   | 69   | 11  |

- Žabno – tadašnji naziv za Sveti Ivan Žabno

## Rezultatska križaljka
| kratica | klub                          | BJE | DAR | DRA | DRV | FEN | LAS | MLA | PAR | PIK | PIT | PRO | TOM |
| --- | ----------------------------- | --- | --- | --- | --- | --- | --- | --- | --- | --- | --- | --- | --- |
| BJE | Bjelovar                      |     |     |     |     |     |     |     |     |     |     |     |     |
| DAR | Daruvar                       |     |     |     |     |     |     |     |     |     |     |     |     |
| DRA | Drava Terezino Polje          |     |     |     |     |     |     |     |     |     |     |     |     |
| DRV | Drvodjelac Virovitica         |     |     |     |     |     |     |     |     |     |     |     |     |
| FEN | Fenor Nova Rača               |     |     |     |     |     |     |     |     |     |     |     |     |
| LAS | Lasta Gudovac                 |     |     |     |     |     |     |     |     |     |     |     |     |
| MLA | Mladost Ždralovi              |     |     |     |     |     |     |     |     |     |     |     |     |
| PAR | Partizan Suhopolje            |     |     |     |     |     |     |     |     |     |     |     |     |
| PIK | PIK Vrbovec                   |     |     |     |     |     |     |     |     |     |     |     |     |
| PIT | Pitomača                      |     |     |     |     |     |     |     |     |     |     |     |     |
| PRO | Proleter Garešnički Brestovac |     |     |     |     |     |     |     |     |     |     |     |     |
| TOM | Tomsislav Žabno               |     |     |     |     |     |     |     |     |     |     |     |     |
| |                               |     |     |     |     |     |     |     |     |     |     |     |     |
| podebljan rezultat - utakmice od 1. do 11. kola (1. utakmica između klubova) rezultat normalne debljine - utakmice od 12. do 22. kola (2. utakmica između klubova) rezultat nakošen - nije vidljiv redoslijed odigravanja međusobnih utakmica iz dostupnih izvora rezultat smanjen * - iz dostupnih izvora nije uočljiv domaćin susreta prekrižen rezultat - poništena ili brisana utakmica p - utakmica prekinuta 3:0 p.f. / 0:3 p.f. - rezultat 3:0 bez borbe n.i. - nije igrano |                               |     |     |     |     |     |     |     |     |     |     |     |     |

 Izvori:

## Unutrašnje poveznice
- Zagrebačka zona 1972./73.
- Međupodsavezna B liga Bjelovar – Daruvar – Virovitica 1972./73.